# Bulbophyllum longirostre
Bulbophyllum longirostre är en orkidéart som beskrevs av Rudolf Schlechter. Bulbophyllum longirostre ingår i släktet Bulbophyllum och familjen orkidéer. Inga underarter finns listade i Catalogue of Life.